# Il virginiano

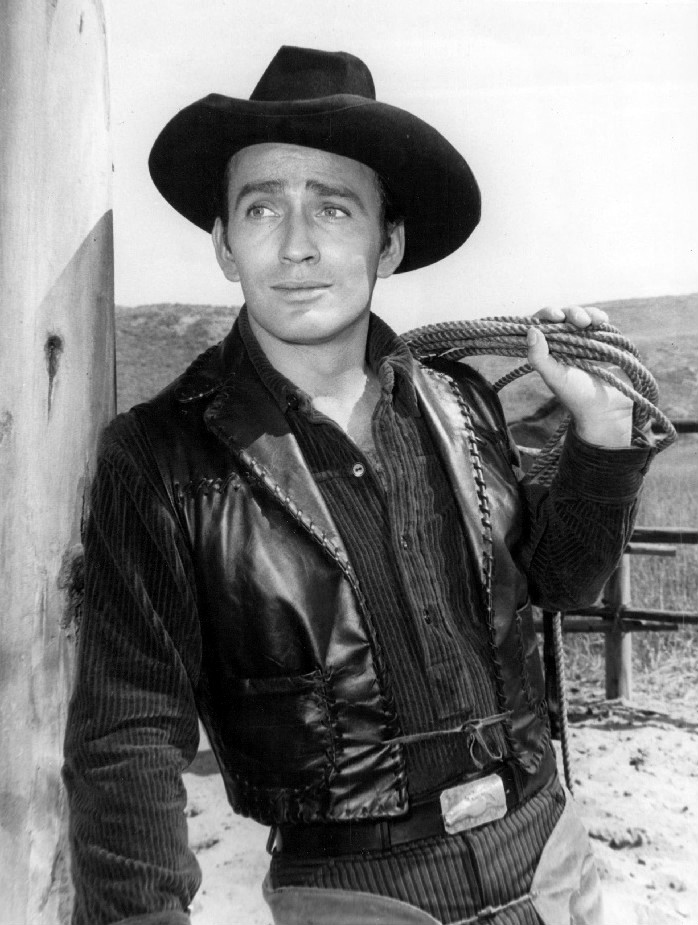
James Drury nel ruolo de "il virginiano".

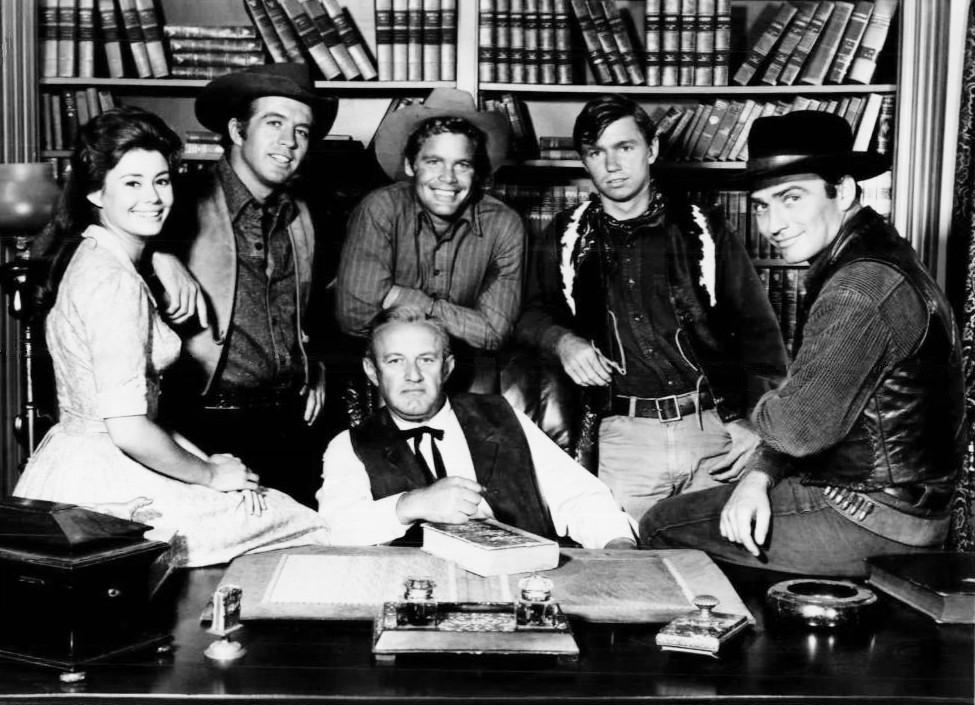
Il cast de Il virginiano in una foto pubblicitaria del 1964. Al centro: Lee J. Cobb (giudice Henry Garth). Da sinistra: Roberta Shore (Betsy Garth), Clu Gulager (Emmett Ryker), Doug McClure (Trampas), Randy Boone (Randy Benton), James Drury (il virginiano).

Il virginiano (The Virginian: nell'ultima stagione denominata The Men from Shiloh) è una serie televisiva statunitense di genere western, trasmessa dalla NBC dal 1962 al 1971.
Il telefilm è tratto dal romanzo omonimo di Owen Wister del 1902 ed è ambientato nella cittadina di Medicine Bow, nel Wyoming.
È stato il primo western ad essere trasmesso ogni settimana per la durata totale di 90 minuti (75 minuti a episodio più lo spazio pubblicitario): ne seguirono altri due, Carovane verso il West (Wagon Train) e Cimarron Strip (quest'ultimo tuttavia durato una sola stagione). Dal romanzo Il virginiano sono stati tratti ben cinque film, il primo nel 1914 per la regia di Cecil B. DeMille, l'ultimo un tv-movie del 2000 diretto da Bill Pullman.
Le nove stagioni dello show (e le repliche successive) testimoniano come la serie sia stata una fra le più amate dal pubblico americano, un appuntamento settimanale quasi imperdibile per gli amanti del genere western, che si batté a lungo col più longevo Gunsmoke della CBS, in onda dal 1955 al 1975 per ben venti stagioni.

## Trama
La serie narra le avventure, di classico stampo western, di un misterioso personaggio (il cui nome non viene mai svelato nell'arco delle nove stagioni) chiamato "il Virginiano", un cowboy che arriva in una cittadina del Wyoming portando ordine e legge. Le storie sono ambientate, come nella più classica tradizione western, negli ultimi decenni dell'Ottocento.

## Personaggi e interpreti
- Il virginiano (248 episodi, 1962-1971), interpretato da James Drury.
- Trampas (247 episodi, 1962-1971), interpretato da Doug McClure.
- Giudice Henry Garth (120 episodi, 1962-1966), interpretato da Lee J. Cobb.
- Elizabeth Grainger (105 episodi, 1966-1970), interpretata da Sara Lane.
- Emmett Ryker (104 episodi, 1963-1968), interpretato da Clu Gulager.
- Randy Benton (70 episodi, 1964-1966), interpretato da Randy Boone.
- Betsy Garth (70 episodi, 1962-1965), interpretata da Roberta Shore.
- Clay Grainger (69 episodi, 1967-1970), interpretato da John McIntire.
- Steve Hill (61 episodi, 1962-1964), interpretato da Gary Clarke.
- Sceriffo Mark Abbott (61 episodi, 1962-1971), interpretato da Ross Elliott.

### Guest-star
Durante le nove stagioni dello show si sono alternate moltissime star: Edward Asner, Ed Begley, James Best, Joan Blondell, Tom Bosley, Barbara Bouchet, Neville Brand, Charles Bronson, David Carradine, Joan Collins, Joseph Cotten, Bette Davis, Bruce Dern, Angie Dickinson, James Doohan, Howard Duff, Robert Duvall, Barbara Eden, Tom Ewell, Rhonda Fleming, Harrison Ford, Dolores Hart, Bo Hopkins, DeForest Kelley, Jack Klugman, Ted Knight, Van Johnson, Janet Leigh, Peggy Lipton, Myrna Loy, Ida Lupino, Patrick Macnee, Lee Marvin, Vera Miles, Leslie Nielsen, Leonard Nimoy, Lloyd Nolan, Ryan O'Neal, Robert Redford, Kurt Russell, Telly Savalas, George C. Scott, William Shatner, Tom Skerritt, Everett Sloane, Robert Vaughn, Dick York, Raquel Welch, Adam West, James Whitmore.

## Produzione

### Regie
Il regista più prolifico della serie fu Don McDougall con 42 episodi diretti tra il 1963 e il 1971: seguono Abner Biberman (25 episodi, 1966-1971), Anton Leader (14 episodi, 1965-1970) e William Witney (10 episodi, 1962-1969). Tra i registi si segnala anche Harry Harris.
- Don McDougall in 42 episodi (1963-1971)
- Abner Biberman in 25 episodi (1966-1971)
- Anton Leader in 14 episodi (1965-1970)
- William Witney in 10 episodi (1962-1969)
- James Sheldon in 8 episodi (1962-1970)
- Earl Bellamy in 8 episodi (1962-1966)
- Charles S. Dubin in 8 episodi (1965-1969)
- Michael Caffey in 8 episodi (1968-1971)
- Maurice Geraghty in 6 episodi (1962-1965)
- Richard L. Bare in 6 episodi (1963-1964)
- Joseph Pevney in 6 episodi (1969-1970)
- Bernard McEveety in 5 episodi (1963-1964)
- John Florea in 5 episodi (1964-1965)
- Don Richardson in 4 episodi (1964-1965)
- Leon Benson in 4 episodi (1965-1966)
- Paul Stanley in 4 episodi (1965-1966)
- Herschel Daugherty in 3 episodi (1962-1964)
- David Friedkin in 3 episodi (1962-1963)
- Alan Crosland Jr. in 3 episodi (1963-1966)
- John English in 3 episodi (1963)
- Richard Benedict in 3 episodi (1965-1970)
- Thomas Carr in 3 episodi (1966-1967)
- Leo Penn in 3 episodi (1968-1969)
- Seymour Robbie in 3 episodi (1969-1970)
- Harry Harris in 3 episodi (1970-1971)
- Russ Mayberry in 3 episodi (1970-1971)

### Sceneggiatori
- Owen Wister in 225 episodi (1962-1970)
- True Boardman in 16 episodi (1964-1970)
- Robert Van Scoyk in 12 episodi (1968-1971)
- Carey Wilber in 11 episodi (1963-1965)
- Frank Chase in 10 episodi (1963-1970)

### Musiche
Il tema del telefilm è affidato a Percy Faith: tuttavia molte delle musiche portano la firma di grandi compositori: Paul J. Smith, Max Steiner e Bernard Herrmann, che musicò indimenticati capolavori di Alfred Hitchcock.
Quando la serie nel 1970 cambiò nome passando a The Men from Shiloh, venne cambiato anche l'autore della colonna sonora, che divenne Ennio Morricone: questa è stata la sua unica collaborazione in un serial d'oltreoceano.

## Episodi
| Stagione         | Episodi | Prima TV USA | Prima TV Italia |
| ---------------- | ------- | ------------ | --------------- |
| Prima stagione   | 30      | 1962-1963    |                 |
| Seconda stagione | 30      | 1963-1964    |                 |
| Terza stagione   | 30      | 1964-1965    |                 |
| Quarta stagione  | 30      | 1965-1966    |                 |
| Quinta stagione  | 29      | 1966-1967    |                 |
| Sesta stagione   | 26      | 1967-1968    |                 |
| Settima stagione | 26      | 1968-1969    |                 |
| Ottava stagione  | 24      | 1969-1970    |                 |
| Nona stagione    | 24      | 1970-1971    |                 |